# Marina Ładynina
Marina Aleksiejewna Ładynina (ros. Марина Алексеевна Ладынина; ur. 11 czerwca?/24 czerwca 1908 we wsi Skotinino, gubernia smoleńska; zm. 10 marca 2003 w Moskwie) – radziecka aktorka teatralna i filmowa. 

## Życiorys
Pochodziła z rodziny chłopskiej, była jedną z czwórki dzieci Aleksieja i Marii. W dzieciństwie wraz z rodziną przeniosła się do wsi Nazarowo k. Aczyńska, gdzie pracowała jako nauczycielka. W szkole uczestniczyła w pracach kółka amatorskiego. W latach 1929–1933 odbyła studia aktorskie w GITIS. Po ich ukończeniu została przyjęta do zespołu Moskiewskiego Akademickiego Teatru Artystycznego, w którym występowała do 1935.
W 1934 poznała reżysera Iwana Pyrjewa. Dwa lata później wzięli ślub, a Ładynina została jedną z etatowych aktorek w kolejnych filmach Pyriewa. Zagrała główne role w komediach kołchozowych – Górą dziewczęta i Wesoły jarmark. W 1954 małżeństwo Ładyniny i Pyriewa się rozpadło, a aktorka nie pojawiła się już więcej na ekranach kin. Ze związku z Iwanem Pyriewem przyszedł na świat późniejszy reżyser Andriej Ładynin. Po rozwodzie pracowała w jednym z teatrów moskiewskich i śpiewała pieśni ludowe na koncertach.
W latach 1941–1951 pięciokrotnie była laureatką Nagrody Stalinowskiej. Zmarła w 2003 roku, pochowana na Cmentarzu Nowodziewiczym w Moskwie.

## Wybrana filmografia
- 1937: Bogata narzeczona (Богатая невеста) jako Marinka
- 1939: Górą dziewczęta (Трактористы) jako Mariana Bażan
- 1941: Świniarka i pastuch (Свинарка и пастух) jako Glasza Nowikowa
- 1942: Sekretarz rejkomu (Секретарь райкома) jako Natasza
- 1944: O szóstej wieczorem po wojnie (В 6 часов вечера после войны)
- 1947: Pieśń tajgi (Сказание о земле Сибирской) jako Natasza Malinina
- 1949: Wesoły jarmark (Кубанские казаки) jako Galina
- 1951: Taras Szewczenko (Тарас Шевченко)[2] jako hrabina Potocka
- 1954: Próba wierności (Испытание верности)

Źródło: